# مطار مينسك الدولي
مطار مينسك الدولي (بالبيلاروسية؛ Нацыянальны аэрапорт Мінск: (إياتا: MSQ، إيكاو: UMMS) هو مطار يقع في مينسك، روسيا البيضاء.

## شركات الطيران والوجهات
تقدم شركات الطيران التالية رحلات غلى مطار مينسك:
| شركـات طيـران               | الوجهات |
| --------------------------- | --- |
| إيروفلوت                    | مطار شيريميتييفو الدولي |
| طيران الصين                 | مطار بكين العاصمة الدولي |
| طيران بيلافيا               | مطار أبو ظبي الدولي (تبدأ في 3 أكتوبر 2023)، مطار آستانا الدولي، مطار حيدر علييف الدولي، مطار باطومي الدولي، مطار دبي الدولي، مطار إسطنبول الدولي، Kazan، مطار كالينينغراد، Kutaisi، مطار دوموديدوفو الدولي، مطار شيريميتييفو الدولي، مطار فنوكوفو الدولي، مطار مورمانسك ‏، مطار بولكوفو، مطار الشارقة الدولي، مطار سوتشي الدولي، مطار طشقند الدولي، مطار تبليسي الدولي، Türkmenbaşy، مطار كولتسوفو الدولي، مطار يريفان الدولي موسمي: مطار رأس الخيمة الدولي موسمي عارض: مطار أنطاليا، مطار ميلاس بودروم، مطار دالامان، مطار حمد الدولي، مطار الغردقة الدولي، مطار عدنان مندريس، مطار شرم الشيخ الدولي |
| فلاي دبي                    | مطار دبي الدولي |
| Ikar                        | Pskov (تبدأ في 19 يوليو 2023)، Nizhniy Novgorod، Perm |
| ماهان إير                   | موسمي: مطار الإمام الخميني الدولي |
| Pobeda                      | مطار فنوكوفو الدولي، مطار بولكوفو |
| خطوط ريد وينغز الجوية ‏      | Ufa |
| Severstal Air Company       | Cherepovets، Kaluga |
| طيران تركمانستان            | مطار عشق آباد الدولي |
| الخطوط الجوية الأوزبكستانية | مطار طشقند الدولي |

## الإحصائيات
شاهد source Wikidata query and sources.
| | الركاب    | التغير  | عدد العمليات | التفير  | الشحن (طن متري) | التغير  |
| --- | --------- | ------- | ------------ | ------- | --------------- | ------- |
| 2005 | 559,114   | ▲10.86% | 5,456        | ▲ 2.83% | 5,488           | ▲ 4.29% |
| 2006 | 637,560   | ▲14.03% | 6,144        | ▲12.61% | 6,059           | ▲10.40% |
| 2007 | 830,481   | ▲30.26% | 7,590        | ▲23.54% | 7,290           | ▲20.32% |
| 2008 | 1,010,695 | ▲21.70% | 9,256        | ▲21.95% | 7,870           | ▲ 7.96% |
| 2009 | 1,028,886 | ▲ 1.80% | 9,341        | ▲ 0.92% | 7,289           | ▼ 7.38% |
| 2010 | 1,285,423 | ▲24.93% | 11,020       | ▲17.97% | 8,553           | ▲17.34% |
| 2011 | 1,437,825 | ▲11.86% | 13,686       | ▲24.19% | 8,667           | ▲1.33%  |
| 2012 | 1,837,911 | ▲27.83% | 14,947       | ▲9.27%  | 9,833           | ▲13.45% |
| 2013 | 2,182,177 | ▲18.73% | 16,586       | ▲11.00% | 10,477          | ▲6.55%  |
| 2014 | 2,593,559 | ▲18.90% | 20,036       | ▲20.90% | 19,905          | ▲89.99% |
| 2015 | 2,782,866 | ▲7.30%  | 20,365       | ▲1.64%  | 16,508.6        | ▼17.1%  |
| 2016 | 3,429,122 | ▲23.2%  | 23,034       | ▲13.1%  | 17,460.2        | ▲5.76%  |
| 2017 | 4,114,512 | ▲20.0%  | 24,508       | ▲6.4%   | 18,464.8        | ▲5.75%  |
| 2018 | 4,536,618 | ▲10.3%  | 26 082       | ▲6.6%   | 20,217          | ▲10.6%  |
| 2019 | 5,101,766 | ▲ 12.5% | 28,417       | ▲ 8.9%  | N.D.            | N.D.    |
| 2020 | 1,939,192 | ▼ 62%   | 13,292       | ▼ 53.2% | N.D.            | N.D.    |
| Source: Airports Council International. World Airport Traffic Reports (Years 2005, 2006, 2007, 2009, 2011, 2012, 2013, and 2014); Official website (Years 2015--2020). |           |         |              |         |                 |         |

## وصلات خارجية
- الموقع الرسمي
- حالة الطقس في مطار مينسك الدولي.
- تاريخ الحوادث لـ (MSQ) على شبكة سلامة الطيران.